# Москалець Вілій Костянтинович
Вілій Костянтинович Москале́ць (нар. 1 травня 1927, село Матіївка, нині Бахмацького району Чернігівської області — пом. 30 червня 2001) — український письменник (прозаїк). Член Спілки письменників України (згодом Національної) з 1963 року. Батько письменника Костя Москальця.

## Біографія
Вілій Костянтинович Москалець народився 1 травня 1927 року у селі Матіївка Батуринського району (згодом ліквідованого) на Чернігівщині у сім'ї голови сільської ради. Батька розстріляли нацисти під час німецько-радянської війни.
До війни Вілій Москалець закінчив сім класів середньої школи в Батурині. У 1944—1951 роках перебував у лавах Радянської армії, до 1953 року — у воєнізованій охороні. Без відриву від служби навчався в середній школі в Хімках під Москвою, закінчив десять класів. Від 1953 року перебував на радянській і партійній роботі. Працював у Батурині завідувачем відділу культури у райвиконкомі, редактором місцевої районної газети «Сталінський шлях» (згодом — «Ленінський шлях»), лектором у райкомі партії. Після ліквідації у листопаді 1960 року Батуринського району Вілій Москалець працював у Бахмачі кореспондентом та завідувачем відділу листів районної газети «Радянське село», згодом кореспондентом-організатором районного радіомовлення. Був членом КПРС.
Помер Вілій Москалець 30 червня 2001 року. Похований у рідному селі.
Син Кость Москалець в одному з інтерв'ю сказав: «Мій батько, Вілій Москалець, дав мені дуже багато. Траплялося, що ми з ним сиділи цілими ночами, обговорюючи якийсь нещодавно опублікований роман, мій новий вірш або його нову повість. Я часто не погоджувався з ним, але ми ніколи не сварились. Ми разом, власними руками, будували нашу Келію — возили цеглу, мішали розчин. Разом блукали стежкою Франка в Нагуєвичах і разом оглядали гармати чернігівського Валу. Він був одним із моїх найкращих друзів, знав безліч поезій і пісень, чудово орієнтувався в сучасній літературі. Саме він відкрив мені твори Бітова й Солженіцина, Ремарка, Маркеса, багатьох інших».

## Творчість
Вілій Москалець почав друкуватися 1955 року. 1961 року побачила світ його перша книжка — повість «Сейм виходить з берегів». Вілій Москалець — автор повістей «Серед зелених лісів» (1962), «Над Сеймом летять журавлі» (1963), збірки повістей, оповідань, етюдів «Нічні пастухи» (1967), повістей «Зимова балада» (1970), «Ночные пастухи» (в перекладі російською мовою, 1971), «Місячні моря» (1972), «Над рікою Світилкою» (1985), збірки повістей «Сейм виходить з берегів» (1988), роману «В краю білокорих беріз» (1990).
Основна тематика творів Москальця — героїзм партизанів у роки німецько-радянської війни, життя українського села 1950—1980-х років. Краєзнавець Борис Киричок зазначив про Вілія Москальця: «Автор міцно тримається обраної теми — оспівує рідну Чернігівщину, її тихі ліси, прохолодні ставки й озера, бездонне голубе небо й зоряний світ над нашими головами, її щирих, мужніх і працьовитих людей. Його твори сповнені лірики й поетичності, по-справжньому хвилюють читача. Вілій Костянтинович був сином свого часу і, звичайно ж, це легко можна відчути, аналізуючи його творчість. Хтось може сказати, що ті теми вже не актуальні, що то вже далека історія. Але це є наша історія, наше життя й будемо вдячними письменнику, навіть якщо він у чомусь помилявся, за святу справу, яку він робив — оспівування свого народу, своєї землі, виховання тим самим, її вірних синів і дочок».
За сценарієм «Сейм виходить з берегів» (разом із Вілієм Москальцем його писали молоді кінодраматурги Ігор Болгарин і Євген Онопрієнко) Київська кіностудія художніх фільмів імені Олександра Довженка 1962 року випустила однойменний фільм (режисер Ісак Шмарук).